# Sant Vicenç de Fontanelles
Sant Vicenç de Fontanelles és una obra del municipi de Castellfollit del Boix (Bages) inclosa en l'Inventari del Patrimoni Arquitectònic de Catalunya.

## Descripció
Es tracta d'una església Romànica d'una sola nau, coronada per un absis semicircular, gairebé de la mateixa amplada i tan alt com la nau; l'església no té cap tipus d'ornamentació i les obertures es reparteixen, una al bell mig de l'absis, de doble esqueixada i d'arc de mig punt adovellat, i la porta (avui tapada) al mur de migdia, d'arc de mig punt adovellat. El mur frontal és d'època moderna, amb la porta nova de l'any 1950. L'aparell és format amb carreus col·locats en filades horitzontals.

## Història
L'església de Sant Vicenç de Fontanelles, situada prop del Mas Fontanelles es trobava dins l'antic terme del castell de Castellfollit. L'any 1172 és documentada una deixa testamentària per l'obra de Sant Vicenç. A partir del segle xiii s'esmenta sempre com a Sant Vicenç de Fontanelles. No passà mai de ser una simple capella i avui no té culte.